# Tierberg (Schwäbische Alb)
Der Tierberg (auch Oberer Berg, 981,8 m ü. NHN) ist ein Berg südlich des Albstädter Ortsteils Lautlingen, auf dem sich die ehemalige Burg Altentierberg des Herrschergeschlechts der Tierberger befand. Auch heute noch befindet sich dort der Versorgungshof der ehemaligen Burg.
Der Tierberg liegt über das Eyachtal südlich gegenüber dem Heersberg und südwestlich gegenüber dem Ochsenberg und liegt zwischen dem Gräbelesberg westlich und dem Autenwang östlich. Der Tierberg ist vom Wanderparkplatz in Lautlingen aus erreichbar, oder über die Albhochfläche von Meßstetten aus.